# Eduard Castellet
Eduard Castellet i Díaz de Cossío (Barcelona, 28 de marzo de 1930-18 de agosto de 2017) fue un empresario, editor y escritor español en lengua catalana.

## Biografía
Hermano del también editor Josep Maria Castellet, dejó los estudios a los catorce años (1944) para empezar a trabajar en la fábrica de corbatas propiedad de la familia, de la que fue gerente durante cuarenta y ocho años (1947 a 1995). De 1969 a 1992 también fue presidente del Club de la Corbata y vicepresidente de la Federación Internacional de las Industrias de la Corbata (FIIC). En cuanto a su actividad como editor, durante los años 1960 fundó la revista Promos y participó en la creación de la Fundació Llorenç Artigas. De 1989 a 2009 ocupó la presidencia de la Fundación Joan Miró, cargo que dejó en 2009, siendo sustituido por el arquitecto Jaume Freixa, mientras Eduard permanecía como presidente emérito.  También era miembro de la Fundación Phonos de música electroacústica y de la Asociación de Escritores en Lengua Catalana (AELC). En 2012 fue galardonado por la Generalidad de Cataluña con el Premio Creu de Sant Jordi.

## Obras
- Norbury (1987)
- L'edat breu (1989)
- Passeig enrere (2000)